# Campeonato caboverdiano de fútbol 2016
El Campeonato caboverdiano de fútbol 2016 es la 37ª edición desde la independencia de Cabo Verde. El torneo lo organiza la Federación caboverdiana de fútbol (FCF).
CS Mindelense es el equipo defensor del título. Un total de 12 equipos participarán en la competición, el campeón de la edición anterior y los campeones de las 11 ligas regionales. El campeonato se jugará con en el mismo formato de ediciones anteriores, a pesar de que se anunciaron cambios en el sistema de competición. Se jugará una primera fase compuesta de dos grupos en el cual hay seis equipos en cada uno de ellos, se juega un total de cinco jornadas. Los dos primeros clasificados de cada grupo pasan a jugar la segunda fase que es en formato de eliminatorias donde se juegan las semifinales y la final.

## Equipos participantes
- CS Mindelense; campeón del campeonato caboverdiano de fútbol 2015
- Sport Sal Rei Club; campeón del campeonato regional de fútbol de Boavista 2015-16[3]
- Sporting Clube da Brava; campeón del campeonato regional de fútbol de Brava 2015-16[4]
- Vulcânicos Futebol Clube; campeón del campeonato regional de fútbol de Fogo 2015-16[3]
- Académico 83; campeón del Campeonato Regional de Fútbol de Maio 2015-16
- Académico do Aeroporto; campeón del campeonato regional de fútbol de Sal 2015-16[5]
- Sinagoga FC; campeón del campeonato regional de fútbol de Santo Antão Norte 2015-16[6]
- Académica do Porto Novo; campeón del campeonato regional de fútbol de Santo Antão Sur 2015-16[3]
- SC Atlético; campeón del campeonato regional de fútbol de São Nicolau 2015-16
- FC Derby subcampeón del campeonato regional de fútbol de São Vicente 2015-16
- Grupo Desportivo Varandinha; campeón del campeonato regional de fútbol de Santiago Norte 2015-16
- Desportivo da Praia; campeón del campeonato regional de fútbol de Santiago Sur 2015-16

### Información de los equipos
| Equipo                   | Localidad     | Estadio                     |
| ------------------------ | ------------- | --------------------------- |
| CS Mindelense            | Mindelo       | Adérito Sena                |
| Sporting Brava           | Nova Sintra   | Aquiles de Oliveira         |
| Sinagoga FC              | Sinagoga      | João Serra                  |
| Académico do Aeroporto   | Espargos      | Marcelo Leitão              |
| Vulcânicos Futebol Clube | São Filipe    | Estadio 5 de Julho          |
| Académica P.N.           | Porto Novo    | Municipal do Porto Novo     |
| Sport Sal Rei Club       | Sal Rei       | Arsénio Ramos               |
| Académico 83             | Vila do Maio  | 20 de Janeiro               |
| Desportivo da Praia      | Praia         | Várzea                      |
| Varandinha               | Tarrafal      | Tarrafal                    |
| FC Derby                 | Mindelo       | Adérito Sena                |
| SC Atlético              | Ribeira Brava | João de Deus Lopes da Silva |

## Tabla de posiciones
Grupo A
|   | Equipo                  | PJ | PG | PE | PP | GF | GC | DG | PTS |
| - | ----------------------- | -- | -- | -- | -- | -- | -- | -- | --- |
| 1 | FC Derby (C)            | 5  | 4  | 1  | 0  | 8  | 2  | +6 | 13  |
| 2 | GD Varandinha (C)       | 5  | 3  | 1  | 1  | 9  | 4  | +5 | 10  |
| 3 | Desportivo da Praia     | 5  | 2  | 1  | 2  | 7  | 6  | +1 | 7   |
| 4 | Sporting Clube da Brava | 5  | 2  | 0  | 3  | 6  | 7  | -1 | 6   |
| 5 | SC Atlético             | 5  | 1  | 1  | 3  | 5  | 10 | -5 | 4   |
| 6 | Sinagoga FC             | 5  | 0  | 2  | 3  | 4  | 10 | -6 | 2   |

Grupo B
|   | Equipo                      | PJ | PG | PE | PP | GF | GC | DG | PTS |
| - | --------------------------- | -- | -- | -- | -- | -- | -- | -- | --- |
| 1 | CS Mindelense (C)           | 5  | 3  | 2  | 0  | 11 | 3  | +8 | 11  |
| 2 | Académica do Porto Novo (C) | 5  | 3  | 2  | 0  | 6  | 1  | +5 | 11  |
| 3 | Académico do Aeroporto      | 5  | 2  | 1  | 2  | 4  | 4  | 0  | 7   |
| 4 | Académico 83                | 5  | 1  | 2  | 2  | 5  | 8  | -3 | 5   |
| 5 | Sport Sal Rei Club          | 5  | 1  | 1  | 3  | 8  | 11 | -3 | 4   |
| 6 | Vulcânicos Futebol Clube    | 5  | 1  | 0  | 4  | 2  | 9  | -7 | 3   |

(C) Clasificado

## Resultados
| Sinagoga            | 2 - 3 | Sporting Brava          | João Serra   | 15 de mayo | 16:00 |
| Derby               | 3 - 1 | SC Atlético             |              | 15 de mayo |       |
| Desportivo Praia    | 1 - 3 | Varadinha               |              | 1 de junio |       |
| Académico Aeroporto | 3 - 0 | Académico 83            |              | 14 de mayo |       |
| Sal Rei             | 3 - 0 | Vulcânicos              |              | 14 de mayo |       |
| Mindelense          | 1 - 1 | Académica do Porto Novo | Adérito Sena | 14 de mayo | 16:00 |

| Sinagoga                | 0 - 0 | Desportivo Praia |            | 21 de mayo |       |
| Varadinha               | 0 - 0 | Derby            |            | 21 de mayo |       |
| SC Atlético             | 1 - 0 | Sporting Brava   | Dideus     | 21 de mayo | 15:30 |
| Académico Aeroporto     | 1 - 0 | Sal Rei          |            | 21 de mayo |       |
| Vulcânicos              | 0 - 3 | Mindelense       |            | 22 de mayo |       |
| Académica do Porto Novo | 2 - 0 | Académico 83     | Porto Novo | 22 de mayo | 16:00 |

| Varadinha        | 3 - 0 | Sinagoga                |                     | 28 de mayo |       |
| Desportivo Praia | 3 - 0 | SC Atlético             |                     | 28 de mayo |       |
| Sporting Brava   | 0 - 1 | Derby                   | Aquiles de Oliveira | 29 de mayo | 16:00 |
| Vulcânicos       | 2 - 0 | Académico Aeroporto     |                     | 28 de mayo |       |
| Sal Rei          | 0 - 2 | Académica do Porto Novo | Arsénio Ramos       | 28 de mayo |       |
| Académico 83     | 0 - 0 | Mindelense              |                     | 28 de mayo |       |

| SC Atlético             | 2 - 2 | Sinagoga            |                     | 4 de junio |       |
| Sporting Brava          | 2 - 1 | Varadinha           | Aquiles de Oliveira | 5 de junio | 16:00 |
| Derby                   | 2 - 1 | Desportivo Praia    | Adérito Sena        | 5 de junio |       |
| Académico 83            | 2 - 0 | Vulcânicos          |                     | 4 de junio |       |
| Mindelense              | 5 - 2 | Sal Rei             |                     | 4 de junio |       |
| Académica do Porto Novo | 0 - 0 | Académico Aeroporto | Porto Novo          | 5 de junio | 16:00 |

| Sinagoga            | 0 - 2 | Derby                   | João Serra     | 11 de junio |       |
| Desportivo Praia    | 2 - 1 | Sporting Brava          | Várzea         | 11 de junio |       |
| Varadinha           | 2 - 1 | SC Atlético             |                | 11 de junio |       |
| Académico Aeroporto | 0 - 2 | Mindelense              | Marcelo Leitão | 12 de junio |       |
| Vulcânicos          | 0 - 1 | Académica do Porto Novo | 5 de Julho     | 12 de junio | 16:00 |
| Sal Rei             | 3 - 3 | Académico 83            |                | 12 de junio |       |

Nota: Las horas de los partidos son en UTC-1.

## Fase final
|  | Semifinales             | Semifinales             | Semifinales             | Semifinales | Semifinales |   |               | Final         | Final | Final | Final | Final |
|  |                         |                         |                         |             |             |   |               |               |       |       |       |       |
|  | FC Derby                | FC Derby                | 0                       | 2           | 2           |   |               |               |       |       |       |       |
|  | Académica do Porto Novo | Académica do Porto Novo | 0                       | 2           | 2           |   |               |               |       |       |       |       |
|  |                         |                         |                         |             |             |   | CS Mindelense | CS Mindelense | 0     | 1     | 1     |       |
|  |                         | Académica do Porto Novo | Académica do Porto Novo | 1           | 0           | 1 |               |               |       |       |       |       |
|  | CS Mindelense           | CS Mindelense           | 4                       | 2           | 6           |   |               |               |       |       |       |       |
|  | GD Varandinha           | GD Varandinha           | 1                       | 0           | 1           |   |               |               |       |       |       |       |

* En primera fila, el equipo que ejerce de local en el partido de vuelta. 

### Semifinales
| 18 de junio de 2016 15:30 (UTC-1) | Académica do Porto Novo | 0:0 | FC Derby | Municipal do Porto Novo, Porto Novo |  |

| 18 de junio de 2016 15:30 (UTC-1) | GD Varandinha | 1:4 | CS Mindelense                             | Estadio Municipal de Tarrafal, Tarrafal |  |
|                                   | Ary           |     | Maniche 29' · Adyr 55' 74' · Djimkely 66' |                                         |  |

| 26 de junio de 2016 15:30 (UTC-1) | FC Derby               | 2:2 | Académica do Porto Novo | Estadio Adérito Sena, Mindelo |  |
|                                   | Barão 51' · Métcha 94' |     | Davi 3' 32'             |                               |  |

| 25 de junio de 2016 15:30 (UTC-1) | CS Mindelense | 2:0 | GD Varandinha | Estadio Adérito Sena, Mindelo |  |

### Final
| 2 de julio de 2016 15:30 (UTC-1) | CS Mindelense | 0:1 | Académica do Porto Novo | Estadio Adérito Sena, Mindelo |                               |
|                                  |               |     | Scholot 89'             | Árbitro(s): António Rodrigues | Árbitro(s): António Rodrigues |

| 9 de julio de 2016 15:30 (UTC-1) | Académica do Porto Novo | 0:1 | CS Mindelense | Municipal do Porto Novo, Porto Novo |                              |
|                                  |                         |     | Djinkély 38'  | Árbitro(s): Jaime Figueiredo        | Árbitro(s): Jaime Figueiredo |

| Campeón CS Mindelense 12.o título |

## Estadísticas
- Mayor goleada:

Mindelense 5 - 2 Sal Rei (4 de junio)